# Howard Schultz
Pour les articles homonymes, voir Schultz.
Howard Schultz, né le 19 juillet 1953 à New York aux États-Unis, est un chef d'entreprise américain. Il est le principal actionnaire de Starbucks. En 2018, sa fortune est évaluée à 2,8 milliards de dollars américains, faisant de lui la 887e fortune mondiale, et 288e américaine, selon le magazine Forbes.

## Biographie
Schultz fait partie d'une famille juive américaine. Il est né le 19 juillet 1953 à Brooklyn, New York. Il est le fils d'Elaine Lederman et Fred Schultz, ancien soldat de l'armée américaine, devenu chauffeur de camion. Il a grandi dans le quartier de Carnasie à Brooklyn dans un logement social de la New York City Housing Authority avec ses parents, sa sœur cadette Ronnie, et son frère Michael.
Il est diplômé du lycée de Canarsie en 1971. Il est quarterback de l'équipe de football américain du lycée et est invité à l'université du Nord du Michigan pour disputer une bourse sportive. Il n’a pas été sélectionné en tant que quarterback et ne voulant pas jouer à un autre poste, il est éliminé. Il a financé ses études universitaires à l'aide de prêts gouvernementaux et de l'argent gagné en travaillant à temps partiel. Il est la première personne de sa famille à aller à l'université. Il a été membre de la section thêta-lota du Tau Kappa Epsilon et a obtenu sa licence (bachelor) en communication verbale en 1975. Il devient l'année suivante commercial pour Xerox.

### Carrière chez Starbucks
Il rejoint Starbucks, alors une petite société avec seulement quatre points de vente de café, comme directeur du marketing en 1982.
En 1983, après un voyage à Milan au cours duquel il découvre les cafés italiens, il tente en vain de convaincre les dirigeants de Starbucks qu'il y a là un créneau très intéressant. Furieux de leur frilosité, il démissionne et part monter sa propre affaire, avec succès .
Il rachète Starbucks en 1987, et en fait une multinationale du café en quelques années.
En 2000, il abandonne son poste exécutif pour ne rester que président, et se consacre à ses loisirs, notamment en rachetant l'équipe de basket-ball des Seattle Supersonics.
En 2008, cependant, devant les difficultés économiques inédites qui frappent soudainement Starbucks, il reprend les commandes opérationnelles du groupe, et mène plusieurs réformes, ainsi qu'un plan social conséquent.
Malgré ce dernier, il est considéré[Par qui ?] comme un patron social, soutenant le parti démocrate, et donnant divers avantages sociaux plutôt rares à ses salariés, notamment une assurance-maladie.
En 2011, mécontent de la politique économique fédérale, et notamment de l'inaction face à la dette publique, il lance un appel aux patrons américains (150 y souscriront) à ne financer aucune des campagnes électorales qui s'annoncent. Il est reçu dans la foulée par le président Barack Obama. Il lance ensuite le fonds « Créer des emplois ».
En 2016, il quitte ses fonctions opérationnelles chez Starbucks. En 2018, il quitte Starbucks et devient président honorifique. Il en reste le principal actionnaire, avec 33 millions d'actions en sa possession.
Critique de la politique du président Donald Trump, il apparaît pour certains observateurs comme tenté de briguer la Maison-Blanche lors de l'élection présidentielle de 2020. Il se fait ainsi remarquer pour des prises de position en faveur des Noirs ou des personnes LGBT.
Le 6 septembre 2019, il annonce sur CNN qu'il ne se présentera pas à l'élection présidentielle de 2020.
Le 14 septembre 2020, Howard Schultz annonce sur CNBC, qu'il apporte son soutien à Joe Biden, lors de l'élection présidentielle de 2020.

## Reconnaissance
En 2011 également, le magazine économique Fortune le consacre « homme d'affaires de l'année ».

## Œuvre
- Comment Starbucks a sauvé sa peau sans perdre son âme, Télémaque, 2011